# Ајфелова кула
Ајфелова кула или Ајфелов торањ (фр. la Tour Eiffel) је метални торањ саграђен на Марсовим пољима у Паризу (Француска) и данас је знаменитост и симбол Париза. Саграђена је 1889. Као експонат за Светску изложбу поводом прославе стогодишњице француске револуције. До 1930. године је била највеће здање на свету са својих 300 m висине.
Име је добио по инжењеру који га је пројектовао Гиставу Ајфелу (фр. Gustave Eiffel). Данас је значајна туристичка атракција са преко 5,5 милиона посетилаца годишње.
Торањ је грађен од 1887. до 1889. године и послужио је као главна капија за улаз на Светску изложбу 1889 (фр. Exposition Universelle). Кула је инаугурисана 31. марта 1889. а свечано је отворена 6. маја исте године. Структура је састављена од 18,038 делова од ливеног гвожђа, уз помоћ 2,5 милиона заковица. Структурни прорачун је урадио Морис Кешлен (фр. Maurice Koechlin). За време изградње, захваљујући мерама безбедности које је Ајфел увео, погинуо је само један радник, што је за то време било изузетно достигнуће.
Ајфелова кула је висока 324 метра, а метална структура је тешка 7.300 тона. Торањ је 40 година био највиша грађевина на свету. До врха има 1.665 степеница. Од 2022. године, Ајфелова кула је званично висока 330 метара.
Одржавање торња се састоји у наношењу премаза на целу структуру од 50 тона боје сваких седам година ради заштите од корозије. Повремено се боја мења. Тренутно је торањ смеђе боје. Зависно од временских услова врх торња може да одступи од вертикале до 8 сантиметара у страну од Сунца. Померање настаје због неравномерног загревања метала на сунчаној и на страни у сенци.
Када је торањ саграђен, неки Парижани су сматрали да је ругло и да га треба порушити. Данас се сматра за једно од ремек дела архитектуре у свету. 

## Историја

### Планирање
Први планови за изградњу датирају из 1884. године. Радови су извођени од 1887. до 1889. године, а кула се градила као улазна капија на Светску изложбу 1889. године као симбол прославе 100. годишњице од француске револуције. Ајфел је првобитно рачунао са својим плановима на градњу куле за шпанску Барселону 1888. када је тамо била светска изложба. Скупштина града је овај план одбила јер је био јако скуп и у погледу Барселоне неприкладан из архитектонских разлога. Након што је Ајфел био одбијен у Шпанији предао је свој пројекат Паризу где је изложба била после годину дана. За париску изложбу је било много предлога. Била је ту као предлог гиљотина као споменик погинулима у револуцији, затим стуб велике висине на чијем врху би се налазило светло и које би осветљавало цео град, затим је ту била гигантска фонтана из које би прскала вода широко и далеко. На крају је победио пројекат Густава Ајфела.
На овом пројекту је радило 50 инжењера да би разрадило 5300 техничких цртежа. Свих 18 038 гвоздених носача је било детаљно нацртано. Челична конструкција је тешка 7300 тона али укупна тежина је 10.000 тона. Кула је састављена од 18038 челичних комада који су спојени са два и по милиона закивака. Као заштита је употребљено 60 тона боје
..

### Изградња
Радови су отпочели 28. јануара 1887. године и били су завршени мало пре отварања изложбе у марту 1889. године. Планирано је да изградња траје 14 месеци али је на крају рок био удвостручен и трајао је 26 месеци. и цена се попела на на 1,5 милиона више од планиране. На кули је радило 150 радника у фабрици у Леваиле-Переу на крају Париза и 150- 300 радника на лицу места. На месту је било монтирано око 1.000.000 закивака а 1 500.000 је било употребљено за спајање конструкција у фабрици.
Најпре су грађени темељи захваљујући којима притисак на земљу износи 4,5 kg по цм квадратном, што је одговарајуће вредности тежине једног човека који седи на столици. Монтажа металних делова је почела у јулу 1887. године. Монтажа је вршена помоћу дизалице која је подизала елементе до висине од 30 метара. 7. децембра је била готова прва платформа на 57. метру висине док је друга платформа подигнута на сличан начин на висини 115 m и била завршена у септембру 1888. Радници нису хтели да раде дуго колико се од њих очекивало и захтевали су веће плате јер је рад био ризичан и штрајковали су па им је Густав Ајфел повећао плате.
Касније се догодио још један штрајк. Ризик од повреда је био јако велики јер за разлику од небодера кула није имала спратове. Један човек је умро тако што је изгубио равнотежу и пао. Сваких седам година кула се штити намазом боје против корозије и за то се употреби од 50 до 60 тона боје.

### Отварање
Дана 6. маја 1889. године кула је била отворена за јавност. Отварање је било обележено са 21 салвом из топова. Деловала је као улазна капија у велетрговине које су били завршене 15. маја исте године. У првој недељи још нису радили лифтови па ипак је посетило 28920 грађана који су се служили степеницама. У првој години је било 2 милиона посетилаца а улазница је била 5 франака po особи. После изложбе није било много посетилаца и планирало се да кула буде порушена после изложбе 1909. године.

### Значај
У години 1889. на последњем спрату, уз дозволу Ајфела, постављена је метеоролошка станица. 1898. Ежен Дукретет је остварио телеграфску везу са Ајфелове куле од 4 km. 1903. године Ајфел је, тражећи начин да се кула не поруши, убедио Густава Фериеа који је био одговоран за бежичне везе у војсци, у корисност ове грађевине у тој области.
Сам је финансирао инсталације и уређаје и добио резултате у вези на чак 400 km. У години 1913. остварена је веза на удаљености од 6.000 km и били су ухваћени сигнали и у Америци. 1920. године је војни предајник прерађен у цивилни и радило се на емисијама радио-програма. 1957. године су на кулу постављене сателитске антене.
Године 2010. је направљена инсталација за прелаз на дигиталне емисије за цели регион у Француској, Ил де Франсе.

### Трајност
Договор од 8. јануара 1887. који су потписали Густав Ајфел и Едвард Локрој и Еуген Публе и који је предвиђао трајност куле од 20 година, од 1889. до 1909. године, био је на крају продужен на 70 година и то захваљујући значају који је добила телеграфија како би се ту инсталирала антена. Од 1. јануара 2006. о кули се брине организација СЕТЕ која је добила уговор за наредних 10 година, а стопроцентни власник је град Париз.

### Накнадни догађаји
За Светску изложбу 1900. лифтови на источној и западној страни ногу су били замењени лифтовима који су ишли до другог нивоа које је изградила француска фирма Фивес-Лил. Они су имали компензирајући механизам за одржавање нивоа пода с променом угла успона на првом нивоу, и били су покретани сличним хидрауличним механизмима као и Отис лифтови, мада је он био смештен у основи торња. Хидраулични притисак је обезбеђен акумулатором под притиском који се налазио у близини овог механизма. У исто време, лифт у северном стубу је уклоњен и замењен степеницама до првог нивоа. Распоред првог и другог нивоа је био модификован, са простором доступном за посетиоце на другом нивоу. Оригинални лифт у јужном стубу је уклоњен 13 година касније.
Дана 19. октобра 1901, Алберто Санто, с Думон је летећи својим Бр.6 цепелином, освојио је награду од 100.000 франака коју је понудио Анри Дајч де ла Мерт првој особи која изведе лет од Сен Клуа до Ајфелове куле и назад за мање од пола сата.
Многе иновације су се одвијале у Ајфеловој кули почетком 20. века. Године 1910, свештеник Теодор Вулф је измерио енергију радијације на врху и дну торња. Нашао је више на врху него што се очекивало, случајно при том откривајући оно што је данас познато космички зраци. Само две године касније, 4. фебруара 1912, аустријски кројач Франц Рајчелт је погинуо након скока са првог нивоа торња (висине од 57 m) да би демонстрирао свој падобрански дизајн. Године 1914, на прагу Првог светског рата, радио-трансмитер лоциран на врху куле је ометао немачке радио-комуникације, озбиљно отежавајући њихов напредак према Паризу и доприносећи победи савезника у првој бици на Марни. Од 1925. до 1934, осветљени знаци за Ситроен украшавали су три стране куле, чинећи га највишим оглашивачким простором у свету у то доба. У априлу 1935, торањ је кориштен за извођење експеримената на телевизијском преносу ниске резолуције, користећи краткоталасни трансмитер од 200 вати снаге. Дана 17. новембра, инсталиран је побољшани 180-линијски предајник.
У две одвојене, али сродне прилике 1925. године, преварант Виктор Лустинг „продао” је торањ у старо гвожђе. Годину дана касније, у фебруару 1926, Пилот Лион Коле је погинуо покушавајући да пролети испод куле. Његов авион се уплео у антену једне бежичне станице. Биста Гистава Ајфела дело вајара Емила Бурдела је откривена код базе северне ноге 2. маја 1929. Године 1930, кула је изгубила звање највише структуре на свету кад је Крајслер зграда у Њујорку била завршена. Године 1938, декоративна аркада око првог нивоа је уклоњена.
Након немачке окупације Париза 1940. године, Французи су одсекли каблове лифта. Кула је била затворена за јавност током окупације, и лифтови нису били поправљени до 1946. Године 1940, немачки војници су морали су да се попну на торањ да подигну заставу са свастиком, али је застави била толико велика да ју је ветар однео неколико сати касније, и била је замењена мањом заставом. Приликом посете Паризу, Хитлер је одлучио да остане на земљи. Кад су се савезници приближавали Паризу у августу 1944, Хитлер је наредио генералу Дитриху фон Холтицу, војном гувернеру у Паризу, да демолира кулу заједно са остатком града. Фон Холтиц је одбио наређење. Дана 25. јуна, пре него што су Немци били прогнани из Париза, немачку заставу заменили су тробојком два човека из Француског музеја поморства, који су уско претекли три мушкарца предвођена Лусијеном Сарнигетом, који је 13. јуна 1940. спустио тробојку када је Париз пао у немачке руке.
Ватра која је започела у телевизијском предајнику 3. јануара 1956. године, оштетила је врх торња. Поправке су трајале годину дана, и 1957. додата је садашња радио-антена на врх. Године 1964, Ајфелова кула је била званично проглашена историјским спомеником декретом министра за културу, Андре Малроа. Годину дана касније у северном стубу је инсталиран додатни лифт.
Према интервјуима, 1967. године је Монтреалски градоначелник Жан Драпо склопио тајни споразум са Шарл де Голом да торањ буде демонтиран и привремено пресељен у Монтреал да би служио као оријентир и туристичка атракција током Expo 67. На план је наводно ставила вето компаније која управља кулом из бојазни да би француска влада могла да не дозволи да се кула касније поново постави на њену оригиналну локацију.
Године 1982, оригинални лифтови између другог и трећег нивоа су били замењени након 97 година употребе. Они су сваке године били затворени за јавност између новембра и марта пошто би вода у хидрауличном погону имала тенденцију замрзавања. Нови лифтови функционишу у паровима, при чему један контрабалансира други, и обављање путовање у једном ступњу, чиме се смањујући време путовања са осам минута на мање од два минута. Истовремено су инсталирана два нова степеништа за хитне случајеве, која су заменила оригиналне спиралне степенице. Године 1983, јужни стуб је био опремљен електричним Отис лифтом који служи ресторану Жил Верн. Фивес-Лил лифтови на источној и западној нози, који су били инсталиран 1899, су опсежно обновљени 1986. Кола лифта су замењена, и рачунарски систем је инсталиран да би се потпуно аутоматизовали лифтови. Погонска снага је замењена са воденог хидрауличног система на нови хидраулични систем испуњен уљем на електрични погон, а оригинална вода за хидраулике је задржана искључиво као контрабалансни систем. У јужном стубу је додан сервисни лифт за покретање малих терета и особља за одржавање три године касније.

## Галерија
- Поглед одоздо на кулу
- Поглед одоздо на кулу
- Поглед на град са врха торња ка истоку
- Поглед на град са врха торња ка северу
- Поглед на врх Ајфелове куле са другог спрата